# Мэрхэкы
Мэрхэкы — река в России, протекает по территории Ямало-Ненецкого автономного округа. Устье реки находится в 36 км по левому берегу реки Катарыль-Кы. Длина реки составляет 15 км.

## Данные водного реестра
По данным государственного водного реестра России относится к Нижнеобскому бассейновому округу, водохозяйственный участок реки — Таз, речной подбассейн реки — подбассейн отсутствует. Речной бассейн реки — Таз.
Код объекта в государственном водном реестре — 15050000112115300069688.